# Japan Soccer League 1977
La stagione 1977 è stata la tredicesima edizione della Japan Soccer League, massimo livello del campionato giapponese di calcio.

## Avvenimenti

### Precampionato
Il campionato subì la seconda modifica regolamentare più importante dopo la divisionalizzazione del 1972, inerente al sistema di assegnazione dei punti: la squadra vincente avrebbe ottenuto quattro punti, mentre la perdente zero. In caso di parità oltre i novanta minuti, si sarebbe passati ai tiri di rigore, con la vincente che avrebbe guadagnato due punti, mentre la perdente uno.
A tener maggior banco in tema di trasferimenti furono i club di seconda divisione, in particolare il Honda Motor, che accolse buona parte dei giocatori provenienti dall'Eidai Kogyo chiuso al termine della stagione precedente e lo Yomiuri che decise di affidare il centrocampo al brasiliano Ruy Ramos. I club di prima divisione puntarono invece sui giovani, con il Mitsubishi Heavy Industries che incluse tre esordienti e il Fujita Kogyo che affidò la difesa a Tsutomu Sonobe, premiato come miglior esordiente del torneo.

### Il campionato
Il torneo iniziò il 20 agosto 1977 con le gare di seconda divisione, mentre il primo raggruppamento iniziò l'8 settembre: segnando un elevato numero di reti (tre giocatori della squadra occuparono i primi cinque posti della classifica marcatori, tra cui il capocannoniere João Dickson Carvalho) il Fujita Kogyo riuscì a risolvere gran parte delle gare entro i tempi regolamentari, portandosi a metà campionato a +8 dall'Hitachi secondo. La capolista confermò il proprio rendimento anche nel girone di ritorno, assicurandosi il primo titolo nazionale con diverse gare di anticipo sulla fine del campionato, programmata per il 12 febbraio 1978.
Due settimane dopo si concluse invece il calendario della seconda divisione, che vide lo Yomiuri saldamente in vetta alla classifica con l'esordiente Nissan Motors leggermente staccato. Di queste due squadre ebbe tuttavia accesso in prima divisione solo la prima, che sconfisse un Toyota Motors praticamente mai in gara per la salvezza in massima serie (vinse una sola partita nel girone di ritorno), mentre il Nissan Motors subì due secche sconfitte da un Fujitsu qualificatosi ai playoff a causa della peggior differenza reti nei confronti del Nippon Kokan. I playoff interdivisionali videro infine la discesa nelle leghe regionali del Furukawa Electric Chiba (sconfitto dal Toshiba) e la salvezza del Tanabe Pharma a scapito dello Yamaha Motors

## Squadre
Division 1
| Club partecipanti | Club partecipanti | Città      | Stagione 1976                   |
| ----------------- | ----------------- | ---------- | ------------------------------- |
| Fujita Kogyo      | dettagli          | Tokyo      | 3° in JSL Division 1            |
| Fujitsu           | dettagli          | Kawasaki   | 1° in JSL Division 2 (promosso) |
| Furukawa Electric | dettagli          | Ichihara   | Campione del Giappone           |
| Hitachi           | dettagli          | Koganei    | 5° in JSL Division 1            |
| Mitsubishi HI     | dettagli          | Saitama    | 2° in JSL Division 1            |
| Nippon Kokan      | dettagli          | Kawasaki   | 6° in JSL Division 1            |
| Nippon Steel      | dettagli          | Kitakyūshū | 9° in JSL Division 1            |
| Toyo Kogyo        | dettagli          | Hiroshima  | 8° in JSL Division 1            |
| Toyota Motors     | dettagli          | Nagoya     | 10° in JSL Division 1           |
| Yanmar Diesel     | dettagli          | Osaka      | 4° in JSL Division 1            |

Division 2
| Club partecipanti  | Club partecipanti | Città     | Stagione 1976                                |
| ------------------ | ----------------- | --------- | -------------------------------------------- |
| Furukawa El. Chiba | dettagli          | Ichihara  | 10° in JSL Division 2                        |
| Honda Motor        | dettagli          | Hamamatsu | 4° in JSL Division 2                         |
| Kofu Club          | dettagli          | Kōfu      | 8° in JSL Division 2                         |
| Kyoto Shiko        | dettagli          | Kyoto     | 9° in JSL Division 2                         |
| Nissan Motors      | dettagli          | Yokohama  | 1° in All Japan Senior Football Championship |
| Sumitomo Metals    | dettagli          | Ibaraki   | 7° in JSL Division 2                         |
| Tanabe Pharma      | dettagli          | Osaka     | 3° in JSL Division 2                         |
| Teijin Matsuyama   | dettagli          | Matsuyama | 5° in JSL Division 2                         |
| Yanmar Club        | dettagli          | Osaka     | 6° in JSL Division 2                         |
| Yomiuri            | dettagli          | Tokyo     | 2° in JSL Division 2                         |

### Allenatori
Division 1
| Club              | Allenatore      |
| ----------------- | --------------- |
| Fujita Kogyo      | Yoshinobu Ishii |
| Fujitsu           | Shigeo Yaegashi |
| Furukawa Electric | Mitsuo Kamata   |
| Hitachi           | Takahito Hu     |
| Mitsubishi HI     | Kenzō Yokoyama  |
| Nippon Kokan      | Minoru Ueda     |
| Nippon Steel      | Teruki Miyamoto |
| Toyo Kogyo        | Aritatsu Ogi    |
| Toyota Motors     | Masahiro Ozawa  |
| Yanmar Diesel     | Kenji Onitake   |

Division 2
| Club               | Allenatore          |
| ------------------ | ------------------- |
| Furukawa El. Chiba | sconosciuto         |
| Honda Motor        | Katsuyoshi Kuwahara |
| Kofu Club          | Tsukasa Hosaka      |
| Kyoto Shiko        | Seishiro Shimatani  |
| Nissan Motors      | Shū Kamo            |
| Sumitomo Metals    | Eiji Yamamoto       |
| Tanabe Pharma      | Toru Yubisu         |
| Teijin Matsuyama   | sconosciuto         |
| Yanmar Club        | Yoji Mizuguchi      |
| Yomiuri            | Shōichi Nishimura   |

## Classifiche finali

### JSL Division 1
|                     | Pos. | Squadra           | Pt | G  | V  | V (dcr) | P (dcr) | P  | GF | GS | DR  |
| ------------------- | ---- | ----------------- | -- | -- | -- | ------- | ------- | -- | -- | -- | --- |
| Giappone (bandiera) | 1.   | Fujita Kogyo      | 60 | 18 | 14 | 1       | 2       | 1  | 64 | 15 | +49 |
|                     | 2.   | Mitsubishi HI     | 47 | 18 | 9  | 4       | 3       | 2  | 34 | 21 | +13 |
|                     | 3.   | Hitachi           | 46 | 18 | 9  | 4       | 2       | 3  | 36 | 25 | +11 |
|                     | 4.   | Toyo Kogyo        | 42 | 18 | 9  | 2       | 2       | 5  | 38 | 20 | +18 |
|                     | 5.   | Yanmar Diesel     | 40 | 18 | 8  | 3       | 2       | 5  | 39 | 28 | +11 |
|                     | 6.   | Furukawa Electric | 36 | 18 | 8  | 2       | 0       | 8  | 33 | 31 | +2  |
|                     | 7.   | Nippon Steel      | 22 | 18 | 3  | 2       | 6       | 7  | 14 | 29 | -15 |
|                     | 8.   | Nippon Kokan      | 20 | 18 | 3  | 3       | 2       | 10 | 28 | 27 | +1  |
|                     | 9.   | Fujitsu           | 20 | 18 | 3  | 2       | 4       | 9  | 18 | 38 | -20 |
|                     | 10.  | Toyota Motors     | 4  | 18 | 1  | 0       | 0       | 17 | 11 | 81 | -70 |

Legenda:

      Campione del Giappone

      Retrocessa in Japan Soccer League Division 2 1978

Note:
Quattro punti a vittoria dopo i tempi regolamentari, due punti a vittoria dopo i tiri di rigore, un punto a sconfitta dopo i tiri di rigore, zero punti a sconfitta dopo i tempi regolamentari.
Il Fujitsu accede ai playoff in virtù di una peggior differenza reti rispetto a quella del Nippon Kokan

### JSL Division 2
|  | Pos. | Squadra            | Pt | G  | V  | V (dcr) | P (dcr) | P | GF | GS | DR  |
|  | ---- | ------------------ | -- | -- | -- | ------- | ------- | - | -- | -- | --- |
|  | 1.   | Yomiuri            | 47 | 18 | 11 | 1       | 1       | 5 | 41 | 19 | +22 |
|  | 2.   | Nissan Motors      | 43 | 18 | 8  | 4       | 3       | 3 | 23 | 18 | +5  |
|  | 3.   | Sumitomo Metals    | 35 | 18 | 6  | 4       | 3       | 5 | 33 | 32 | +1  |
|  | 4.   | Yanmar Club        | 32 | 18 | 6  | 4       | 0       | 8 | 25 | 24 | +1  |
|  | 5.   | Kofu Club          | 32 | 18 | 6  | 2       | 4       | 6 | 28 | 28 | 0   |
|  | 6.   | Kyoto Shiko        | 31 | 18 | 5  | 4       | 3       | 6 | 26 | 37 | -11 |
|  | 7.   | Honda Motor        | 29 | 18 | 5  | 3       | 3       | 7 | 25 | 24 | +1  |
|  | 8.   | Teijin Matsuyama   | 29 | 18 | 5  | 3       | 3       | 7 | 24 | 31 | -7  |
|  | 9.   | Furukawa El. Chiba | 28 | 18 | 5  | 2       | 4       | 7 | 19 | 28 | -9  |
|  | 10.  | Tanabe Pharma      | 27 | 18 | 6  | 0       | 3       | 9 | 21 | 24 | -3  |

Legenda:

      Promossa in Japan Soccer League Division 1 1978

      Retrocessa nei campionati regionali

Note:
Quattro punti a vittoria dopo i tempi regolamentari, due punti a vittoria dopo i tiri di rigore, un punto a sconfitta dopo i tiri di rigore, zero punti a sconfitta dopo i tempi regolamentari.

## Risultati

### Tabellone
Division 1
|                       | Fuk  | Mit  | Hit  | Toy  | Yan  | Fur  | Nip  | Nkk  | Fuj  | Tom  |
| --------------------- | ---- | ---- | ---- | ---- | ---- | ---- | ---- | ---- | ---- | ---- |
| Fujita Kogyo          | –––– | 1-2  | 4-0  | 1-0  | 3-2  | 5-1  | 4-2  | 3-1  | 4-0  | 6-0  |
| Mitsubishi Heavy Ind. | 1-4  | –––– | 3-5  | 5-4  | 1-4  | 2-1  | 4-3  | 4-3  | 4-1  | 3-0  |
| Hitachi               | 0-1  | 3-2  | –––– | 6-7  | 1-3  | 3-1  | 4-5  | 1-0  | 3-0  | 2-0  |
| Toyo Kogyo            | 0-3  | 2-4  | 3-5  | –––– | 3-0  | 1-2  | 2-0  | 1-0  | 1-3  | 3-0  |
| Yanmar Diesel         | 3-1  | 2-3  | 1-3  | 2-4  | –––– | 3-1  | 5-3  | 2-1  | 4-3  | 4-0  |
| Furukawa Electric     | 1-5  | 4-3  | 1-2  | 1-3  | 2-1  | –––– | 5-1  | 3-1  | 4-3  | 6-0  |
| Nippon Steel          | 1-5  | 0-1  | 3-4  | 0-3  | 1-3  | 1-0  | –––– | 1-0  | 1-4  | 0-2  |
| Nippon Kokan          | 7-6  | 0-1  | 1-4  | 0-2  | 4-2  | 1-3  | 2-3  | –––– | 4-3  | 7-1  |
| Fujitsu               | 1-5  | 3-4  | 2-3  | 0-5  | 0-2  | 0-1  | 6-5  | 1-3  | –––– | 3-2  |
| Toyota Motors         | 0-9  | 2-6  | 1-4  | 0-6  | 1-6  | 1-3  | 1-2  | 0-9  | 0-2  | –––– |

Division 2
|                         | Yom   | Nis  | Sum  | Yac  | Kof  | Ksh  | Hon  | Tei  | Fuc  | Tan  |
| ----------------------- | ----- | ---- | ---- | ---- | ---- | ---- | ---- | ---- | ---- | ---- |
| Yomiuri                 | ––––  | 0-1  | 2-3  | 1-0  | 1-0  | 5-1  | 2-1  | 4-2  | 2-0  | 1-0  |
| Nissan Motors           | 14-13 | –––– | 2-4  | 1-0  | 2-1  | 0-3  | 1-0  | 2-4  | 3-1  | 3-2  |
| Sumitomo Metals         | 1-6   | 1-2  | –––– | 1-3  | 3-0  | 5-6  | 2-4  | 4-3  | 1-4  | 2-1  |
| Yanmar Club             | 1-2   | 0-1  | 4-2  | –––– | 1-2  | 1-2  | 2-1  | 4-0  | 1-0  | 5-4  |
| Kofu Club               | 1-5   | 2-1  | 3-4  | 3-5  | –––– | 2-4  | 4-1  | 3-2  | 1-2  | 3-1  |
| Kyoto Shiko             | 0-6   | 2-0  | 1-2  | 5-4  | 0-3  | –––– | 3-4  | 0-1  | 4-1  | 3-1  |
| Honda Motor             | 2-4   | 0-0  | 6-7  | 0-1  | 2-0  | 4-1  | –––– | 5-2  | 1-2  | 0-1  |
| Teijin Matsuyama        | 2-1   | 1-3  | 3-4  | 2-0  | 2-0  | 3-2  | 3-5  | –––– | 0-1  | 1-0  |
| Furukawa Electric Chiba | 4-2   | 3-2  | 0-4  | 3-5  | 2-4  | 5-4  | 0-1  | 3-5  | –––– | 0-1  |
| Tanabe Pharma           | 1-0   | 4-5  | 2-1  | 0-1  | 1-4  | 2-3  | 0-1  | 1-0  | 3-0  | –––– |

Legenda:

      Risultato maturato dopo i tiri di rigore

### Spareggi promozione/salvezza
|               |     |               | Città e data         |
| ------------- | --- | ------------- | -------------------- |
| Fujitsu       | 3-1 | Nissan Motors | Tokyo, 5 marzo 1978  |
| Toyota Motors | 0-2 | Yomiuri       | Toyota, 5 marzo 1978 |
|               |     |               |                      |
| Nissan Motors | 0-3 | Fujitsu       | Tokyo, 12 marzo 1978 |
| Yomiuri       | 2-0 | Toyota Motors | Tokyo, 12 marzo 1978 |

### Play-off interdivisionali
|                         |           |                         | Città e data           |
| ----------------------- | --------- | ----------------------- | ---------------------- |
| Tanabe Pharma           | 3-1       | Yamaha Motors           | Suita, 4 marzo 1978    |
| Furukawa Electric Chiba | 3-4 (dcr) | Toshiba                 | Ichihara, 5 marzo 1978 |
|                         |           |                         |                        |
| Yamaha Motors           | 1-0       | Tanabe Pharma           | Iwata, 12 marzo 1977   |
| Toshiba                 | 3-1       | Furukawa Electric Chiba | Tokyo, 11 marzo 1978   |

## Statistiche

### Classifiche di rendimento

#### Rendimento andata-ritorno
| Andata                | Andata | Ritorno               | Ritorno |
|                       |        |                       |         |
| Fujita Kogyo          | 30     | Fujita Kogyo          | 30      |
| Hitachi               | 22     | Mitsubishi Heavy Ind. | 27      |
| Yanmar Diesel         | 21     | Hitachi               | 24      |
| Mitsubishi Heavy Ind. | 20     | Toyo Kogyo            | 25      |
| Furukawa Electric     | 20     | Yanmar Diesel         | 19      |
| Toyo Kogyo            | 17     | Furukawa Electric     | 16      |
| Nippon Kokan          | 11     | Nippon Steel          | 12      |
| Nippon Steel          | 10     | Fujitsu               | 12      |
| Fujitsu               | 8      | Nippon Kokan          | 9       |
| Toyota Motors         | 0      | Toyota Motors         | 4       |

| Andata                  | Andata | Ritorno                 | Ritorno |
|                         |        |                         |         |
| Yomiuri                 | 28     | Yomiuri                 | 19      |
| Nissan Motors           | 24     | Nissan Motors           | 19      |
| Kofu Club               | 23     | Honda Motor             | 19      |
| Sumitomo Metals         | 20     | Teijin Matsuyama        | 18      |
| Kyoto Shiko             | 19     | Tanabe Pharma           | 17      |
| Yanmar Club             | 18     | Sumitomo Metals         | 15      |
| Furukawa Electric Chiba | 15     | Yanmar Club             | 14      |
| Teijin Matsuyama        | 11     | Furukawa Electric Chiba | 13      |
| Honda Motor             | 10     | Kyoto Shiko             | 12      |
| Tanabe Pharma           | 10     | Kofu Club               | 9       |

### Primati stagionali
| Record della Division 1 - Maggior numero di vittorie: Fujita Kogyo (15) - Minor numero di sconfitte: Fujita Kogyo (3) - Miglior attacco: Fujita Kogyo (64) - Miglior difesa: Fujita Kogyo (15) - Miglior differenza reti: Fujita Kogyo (+49) - Maggior numero di sconfitte: Toyota Motors (17) - Minor numero di vittorie: Toyota Motors (1) - Peggior attacco: Toyota Motors (11) - Peggior difesa: Toyota Motors (81) - Peggior differenza reti: Toyota Motors (-70) | Record della Division 2 - Maggior numero di vittorie: Yomiuri e Nissan Motors (12) - Minor numero di sconfitte: Yomiuri e Nissan Motors (6) - Miglior attacco: Yomiuri (41) - Miglior difesa: Nissan Motors (18) - Miglior differenza reti: Yomiuri (+22) - Maggior numero di sconfitte: Tanabe Pharma (12) - Minor numero di vittorie: Tanabe Pharma (6) - Peggior attacco: Furukawa Electric Chiba (19) - Peggior difesa: Kyoto Shiko (37) - Peggior differenza reti: Furukawa Electric Chiba (-9) |

### Classifica marcatori
| Gol |  |  | Giocatore             | Squadra           |
| --- |  |  | --------------------- | ----------------- |
| 23  |  |  | João Dickson Carvalho | Fujita Kogyo      |
| 20  |  |  | Kunishige Kamamoto    | Yanmar Diesel     |
| 18  |  |  | Ademar Pereira        | Fujita Kogyo      |
| 14  |  |  | Yoshikazu Nagai       | Furukawa Electric |
| 11  |  |  | Yuichi Kotaki         | Fujita Kogyo      |

| Gol |  |  | Giocatore       | Squadra |
| --- |  |  | --------------- | ------- |
| 11  |  |  | Toshiki Okajima | Yomiuri |